# Peter Ewers
Peter Ewers (* 1963) ist ein deutscher Organist, Musikwissenschaftler, Psychotherapeut und Berater.

## Leben
Ewers legte das C-Examen für Kirchenmusiker ab und war zunächst nebenamtlich Organist in Wiedenbrück; er bildete sich anschließend autodidaktisch weiter, um einen eigenen Improvisationsstil zu entwickeln. 1992 studierte er Germanistik und Medienwissenschaften in Paderborn. Von 1991 bis 1996 war Ewers fünf Jahre Organist am Paderborner Dom. In diese Zeit datiert die Veröffentlichung seiner ersten CD mit Orgelimprovisationen im Jahre 1996. Es folgten 1997, 2000, 2004 und 2007 vier weitere Aufnahmen mit Orgelimprovisationen, zuletzt auch in Kombination mit Lyrik und Tanz.
Weiterhin absolvierte Ewers eine Ausbildung in Systemischer Therapie (RGST, Köln), Gestalttherapie (FPI, Düsseldorf), in NLP (DGNLP, Bielefeld) und in provokativer Therapie (Frank Farelly, USA), die ihm 1997 die staatliche Zulassung als Psychotherapeut einbrachte. Er ist als Psychotherapeut und Coach bei der Beratung von Künstlern und Unternehmen tätig, arbeitet als zugelassener Therapeut für den Fonds Sexueller Missbrauch (FSM) des Bundesministeriums für Kinder und Frauen (BMFSFJ) und als Therapeut am Frauenhaus.
Weiterhin verlegt er im Verlag Peter Ewers zahlreiche musikwissenschaftliche Schriften. 2019 wurde er durch die Evangelische Landeskirche von Westfalen zum Orgelsachverständigen berufen.

## Veröffentlichungen

### Verlag Peter Evers
- Maison Aristide Cavaillé-Coll; Peter Ewers und Mirjam Krapoth (Hrsg.): Orgue de tous modèles – Facsimile des Verkaufsprospektes anlässlich der Weltausstellung 1889 in Paris. 3. Auflage. Verlag Peter Ewers, Paderborn 2003, ISBN 978-3-928243-09-4 (Mit einem Vorwort von Peter Ewers).
- Jesse Eschbach; Peter Ewers (Hrsg.): Aristide Cavaille-Coll Vol. I – Kompendium der verfügbaren Dispositionen. Peter Ewers Verlag, Paderborn 2004, ISBN 978-3-928243-05-6 (Mit einem Essay von Agnes Armstrong).  Online lesen
- Peter Ewers (Hrsg.): Aristide Cavaille-Coll Vol. II – Facsimiles, Photographien. Peter Ewers Verlag, Paderborn.
- Peter Ewers (Hrsg.): Aristide Cavaille-Coll Vol. III – Intonation, Mensuration, Konstruktion. Peter Ewers Verlag, Paderborn.
- Peter Ewers: Einfach spielen! Anstiftung zur Improvisation. vpe, Paderborn, 2010 ISBN 978-3-928243-30-8.Online lesen
- Peter Ewers: Beziehung 2.0. Betriebshandbuch. vpe, Bielefeld, 2012 ISBN 978-3-928243-35-3.
- Peter Ewers: Die Baumhoer-Orgel in der Ev.-luth. Kirchengemeinde Stieghorst bei Bielefeld. Festschrift zur Orgelpremiere. vpe, Bielefeld, 2006 ISBN 3-928243-28-4 Online lesen

### Zeitschriftenartikel
- Peter Ewers: Die Konzeption der neuen Baumhoer-Orgel in Bielefeld-Stieghorst. in: ars organi. Internationale Zeitung für das Orgelwesen, Heft 55. Jahrgang, Heft 2, Juni 2007, 122–123  Online lesen
- Peter Ewers: Die neue Orgel (III-41) in der Erlöserkirche Lüdenscheid in: ars organi, 68. Jahrgang, Heft 3, September 2020 Online lesen

### Videos
- Peter Ewers: Film Peter Ewers plays Improvisation "Adieu sans retour" / Painting by Sibylle Knoch, Patrokli-Dom, Soest (Drehbuch, Regie). D 2010 (3 min, digital, Farbe, 25 fps 1:2,35, Dolby Digital). Online sehen
- Peter Ewers: Film "Wie die Orgelpfeifen ..." Aspekte zum Metallpfeifenbau bei Aristide Cavaillé-Coll (1811-1899), (Drehbuch, Regie). D 2018 (25 min, digital, Farbe, 25 fps, 1:2,35, Dolby Digital). Online sehen
- Peter Ewers: Film "Die Entwicklung und Verwendung des Magazinbalgs nach Alexander Cummings durch Aristide Cavaillé-Coll im französisch-symphonischen Orgelbau", (Drehbuch, Regie). D 2018 (10 min, digital, Farbe, 25 fps, 1:2,35, Dolby Digital). Online sehen
- Peter Ewers: Film "Intonateur Kilian Gottwald zur Ästhetik der neuen Baumhoer-Orgel in der Erlöserkirche, Lüdenscheid im Interview mit Peter Ewers, Bielefeld". (Drehbuch, Regie), D 2019 (14 min, digital, Farbe, 25 fps, 1:2,35, Dolby Digital). Online sehen
- Peter Ewers: Film "Bourdon 32' nach Cavaillé-Coll". (Drehbuch, Regie). D 2018 (2 min, digital, Farbe, 25 fps, 1:2,35, Dolby Digital). Online sehen
- Peter Ewers: Film "Wie lässt sich Burn-out bei Mitarbeitern im Unternehmen erkennen? Interview mit Peter Ewers". D 2016 (8 min, digital, Farbe, 25 fps, 1:2,35, Dolby Digital). Online sehen
- Peter Ewers: Film "Schimmel in der Orgel – Was nun? Einblicke. Auswege. Vorschläge" Aspekte zur Schimmelprävention von Peter Ewers (Drehbuch, Regie). D 2020 (32 min, digital, Farbe, 25 fps, 1:2,35, Dolby Digital). Online sehen
- Peter Ewers: Film "Aspekte zur Planung eines Orgelneubaus" von Peter Ewers (Drehbuch, Regie). D 2020 (22 min, digital, Farbe, 25 fps, 1:2,35, Dolby Digital). Online sehen
- Peter Ewers: Film "Verleih uns Frieden gnädiglich" Peter Ewers plays Live-Improvisation at the organ (III-46) of Neustaedter Marienkirche, Bielefeld. (Drehbuch, Regie). D 2019 (7 min, digital, Farbe, 25 fps, 1:2,35, Dolby Digital). Online sehen

## Diskografie
- An der Domorgel Paderborn spielt Peter Ewers. Improvisationen. 1996, VPE-1001.
- Visite à la Madeleine. 1997, Unda maris UM 20061 (Improvisationen an der Cavaillé-Coll-Orgel von La Madeleine (Paris); Kritikerpreis Coup de coeur).
- Les Planètes. 2000, Solstice SOCD 199 (Orgel in Notre-Dame de Laeken, Brüssel; vier von fünf Stimmgabeln in Diapason).
- Peter Ewers plays improvisations at St. Aposteln, Cologne (Germany). 2013, bandcamp (Orgel in St. Aposteln, Köln Fischer & Krämer IV-80).
- Orgelimprovisationen aus der Bonifatiuskirche Ditfurt. Peter Ewers spielt an der Ernst-Röver-Orgel von 1903. 2013, bandcamp (Orgel in St. Bonifatius, Ditfurt).
- A Tribute to Pierre Cochereau. Live-Improvisations by Peter Ewers at the historic Klais/Feith-Organ (1948/76) at the Patrokli-Dom, Soest (Germany). 2015, bandcamp (Historische Klais/Feith-Orgel (1948/76) im Patrokli-Dom, Soest).
- opus 502. Live-Improvisations by Peter Ewers at the historic Klais-Organ (III-31, 1913) at St. Nikolaus, Aachen. 2021, bandcamp.
- Der Kreuzweg / Le chemin de la croix. Live-Improvisations by Peter Ewers at the symphonic Baumhoer-Orgel at Bielefeld-Stieghorst (Germany). 2021, bandcamp.